# Serianthes myriadenia
Serianthes myriadenia é uma espécie vegetal da família Fabaceae.
Apenas pode ser encontrada na Polinésia Francesa.